# بره‌سر
بره‌سر یکی از شهرهای استان گیلان و مرکز بخش خورگام در شهرستان رودبار است و طبق سرشماری ۱۳۹۵، جمعیت آن به ۱٬۶۱۲ نفر می‌رسید.

## نام
بره‌سر را در زبان گیلکی به محل دوشیدن گوسفند و بز گویند.

## جغرافیا
بره سر در فاصله ۵۵کیلومتری مرکز شهرستان رودبار و۴۰کیلومتری شهر رستم‌آباد واقع شده‌است. بره سر مرکز بخش خورگام در ارتفاع ۱۲۵۰متری
از سطح در یاهای آزاد قرار گرفته‌است؛ که از شمال به بافت قدیم بره سر از جنوب به جنگلها، مرتع‌ها و استخر زیبای ویستان از شرق به روستاهای تیه و دوسالده و از غرب به روستای چهار محل محدود می‌گردد. این شهر دارای بافتی متمرکز که پس زلزله سال ۶۹ در محل فعلی بره سر احداث گردیده‌است.

### جغرافیای طبیعی
منطقه‌ای محاصره شده دور تا دور توسط کوه احاطه شده‌است و شهر در مرکز ان قرار دارد. و هوای آن معتدل کوهستانی می‌باشد. و دارای جنگل، صخره، دشت رودهای مختلف و ۴ دریاچه کوچک و بزرگ می‌باشد

### جغرافیای کشاورزی
دارای اب هوای سرد کوهستانی در زمستان و وجود رودهای مختلف و سرچشمه‌های اب می‌باشد ودارای خاک حاصلخیز می‌باشد میوه‌های و سبزیجات‌های مختلفی را می‌شود کاشت (این شهر دارای اقتصاد کشاورزی می‌باشد)

#### محصولات کشاورزی این شهر
- گندم
- جو
- عدس
- لوبیا
- کدو
- آفتابگردان

#### محصولات باغی
- سیب
- گلابی
- انجیر
- آلوچه
- به
- فندق
- گردو

### جغرافیای مذهبی
مذهب: شیعه. دارای دو امامزاده می‌باشد؛ که برای اشاعه مذهب شیعه در زمان دیلمیان کشته‌شده و به قبرستان باستانی بره سر انتقال داده شده‌اند. در هسته مرکزی شهر امامزادگان عبداله و قاسم از نوادگان موسی کاظم واقع گردیده‌است. هر ساله، در تاسوعا و عاشورای حسینی و سالروز وفات پیامبر اسلام در ۲۸صفر در جوار امامزادگان به عزاداری می‌پردازند کلیه جشن‌ها و عزاداری‌های (فرهنگی، اجتماعی، مذهبی) در مسجد جامعه برهسر یا در کنار امامزاده برهسر انجام می‌گردد.

## راه‌های دسترسی
راه‌های دسترسی به شهر بره سر:در مسیر دسترسی از جاده رشت به قزوین وحد فاصل شهر رستم‌آباد و توتکابن مسیر فرعی از داخل شهر توتکابن به سمت جنوب ادامه می‌یابد که پس از طی مسافتی در حدود ۳۵ کیلومتر در دامنه کوه‌های البرز و عبور از کنار رودخانه رحمت آباد وشالیزارهای سرسبز منطقه و چشم‌اندازهای زیبا به کوه درفک، به منطقه خورگام و شهر بره سرمی رسیم که مهم‌ترین راه دسترسی شهر نیز می‌باشد.
سایر راه‌های دسترسی:
(مسیر اول رستم‌آباد- توتکابن - دره دشت -حشمت آباد-بره سر)
(مسیر دوم لوشان - جیرنده –داماش- بره سر)
(مسیر سوم سیاهکل –دیلمان –آسیابر –اسطلخ کوه –بره سر)
(مسیر چهارم پیر کوه کلیشم – بره سر)

## ییلاقات بره سر
- ویستانی سرا (ییلاقات توریستی)
- پلنگ کوه
- شینه چاک (بام برهسر)
- استلی سرا (ییلاقات توریستی)
- گلچالکی
- دوسلان
- مسجدی سرا

## نگارخانه

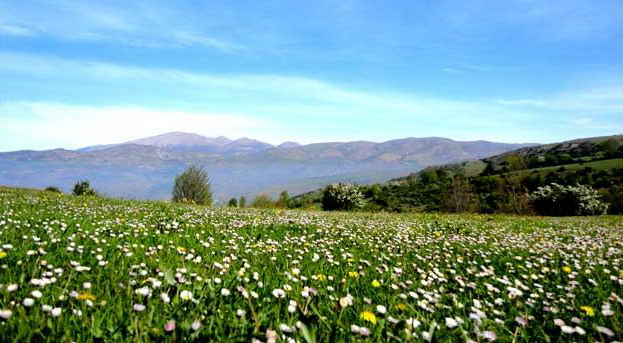
بره سر
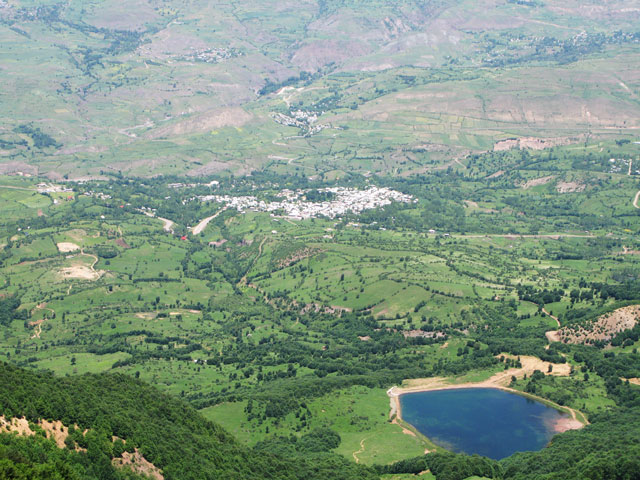
منظره استخر ویستان، روستای تیه و شهر بره سر
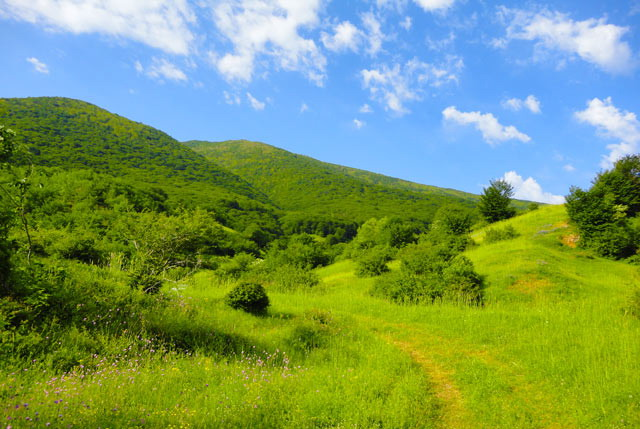
بره سر
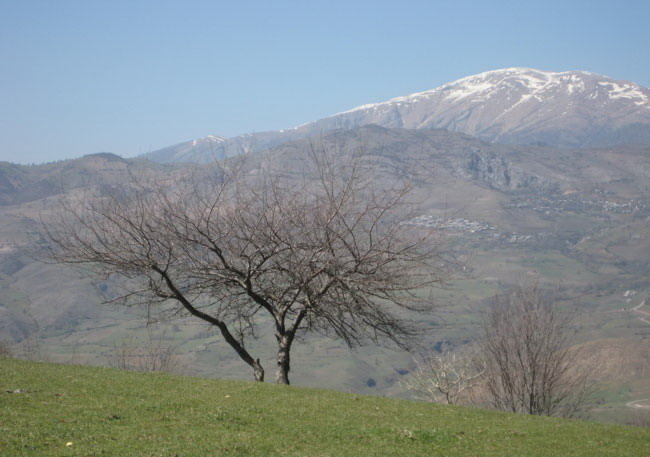
کوه درفک از سمت بخش درفک
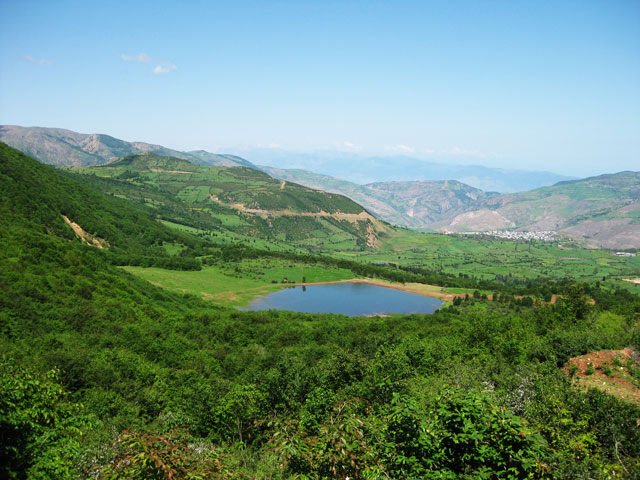
راه روستائی